# Smoke Gets in Your Eyes (Mad Men)
Smoke Gets in Your Eyes is de eerste aflevering van de televisieserie Mad Men. De aflevering werd geschreven door Matthew Weiner. De regie was in handen van Alan Taylor. 

## Samenvatting
Het is maart 1960. Donald "Don" Draper, een getalenteerde reclame- en praatjesmaker, heeft moeite met het bedenken van een nieuwe slogan voor het sigarettenmerk Lucky Strike. Draper werkt voor het reclamebureau Sterling Cooper, waar ook de jonge Pete Campbell werkt. Pete zou dolgraag de job van Don overnemen, maar die laatste gunt zijn jonge rivaal niets. Ondertussen houdt Don er ook een geheime liefdesaffaire op na, en dat terwijl hij getrouwd is met Betty en twee kinderen heeft. Bij zijn maîtresse probeert hij zijn gedachten te verzetten, maar de moeilijke opdracht van Lucky Strike blijft hem zorgen baren.
Uiteindelijk probeert Pete, in het bijzijn van baas Roger Sterling en de eigenaars van Lucky Strike, om Don te overtreffen. Pete baseert zich op een onderzoek uit de psychologie dat zegt dat sigaretten schadelijk zijn voor de gezondheid, maar dat rokers dat juist 'avontuurlijk' vinden. Dat onderzoek haalde Pete uit de prullenmand van Don, die in eerste instantie niet kan reageren op de "aanval" van Pete. Maar de eigenaars van Lucky Strike geloven niet in het onderzoek en vinden het beledigend dat Pete denkt dat roken een soort van zelfmoord is. Net op het moment dat de eigenaars teleurgesteld willen afdruipen, stelt Don een nieuwe slogan voor: Lucky Strike - It's toasted. De eigenaars lijken geïnteresseerd en besluiten dan toch om met Sterling Cooper verder te gaan.
Op de werkvloer krijgt Don een nieuwe secretaresse. Ze heet Peggy en lijkt nog veel te moeten leren. Ze wekt de interesse van Pete op, maar die staat op het punt te trouwen. Wanneer Petes vrijgezellenavond niet verloopt zoals gehoopt, belandt hij uiteindelijk met Peggy in bed.

## Uitzenddatum
- Verenigde Staten: 19 juli 2007